# 戴維斯伯勒 (喬治亞州)
戴維斯伯勒（英語：Davisboro）是一個位於美國喬治亞州華盛頓縣的城市。

## 地理
戴維斯伯勒的座標為32°58′48″N 82°36′32″W / 32.98000°N 82.60889°W，而該地的平均海拔高度為92米（即302英尺）。

## 人口
根據2010年美國人口普查的數據，戴維斯伯勒的面積為7.90平方千米，當中陸地面積為7.90平方千米，而水域面積為0.00平方千米。當地共有人口2010人，而人口密度為每平方千米254.43人。